# Radikal People
Radikal People es un grupo de rap fundado por el rapero peruano Raper One, donde artistas como Abraham MC, DJ Pawn, FireOne y Geo MC lo integraron por un tiempo, hasta que en el año 2016, sería asumido exclusivamente por Raper One. En su trayectoria, Radikal People compartió escenario en conciertos junto a Dread Mar I, Ky-Mani Marley, Tego Calderón, Vico C, Tres Coronas, Tiro de Gracia, Akapellah, Gabylonia, Killah Priest, Alex Zurdo, Manny Montes, De La Fe, Funky, entre otros.

## Integrantes

### Raper One
Alonso Espino Lobatón, mejor conocido como Raper One, fue el fundador del grupo Radikal People, el cual, lideró promoviendo arte, cultura y respeto. En el ámbito de las batallas de rap, Raper One fue un ejemplo para muchos freestyler's y raperos de Perú, demostrando que se puede ganar la competición sin humillar a sus oponentes, siendo así el primer campeón de la primera Red Bull Batalla de los Gallos Nacional Perú 2006.
Iniciando el año 2021, Raper One se encontraba delicado de salud, siendo anunciado por sus redes sociales y replicado por los medios de comunicación en Perú. El artista fallecería el 15 de enero, a causa del Covid-19. Muchos artistas hicieron eco de la noticia, lamentando la partida del reconocido rapero peruano.

### Abraham MC (2001-2014)
Abraham Tarazona Rojas conoció a Raper One en el grupo Orden Radikal al cual ambos pertenecieron en 1999. En el año 2001, integra el nuevo grupo bajo el nombre Radikal People. Aparecería en créditos y artes desde el 2003 hasta 2014, cuando definitivamente iniciaría una carrera como solista, como Abraham MC "El Original".
Tras el fallecimiento de Raper One, se realizó un concierto benéfico llamado "Homenaje: Radikal People en la casa" donde participaron diversos artistas latinoamericanos como Matamba, Dozer, Rapper School y Abraham MC, entre otros. El evento se realizaría el 13 de febrero y lo recaudado sería donado a la familia del artista. Posteriormente, se publicaría una canción donde diversos raperos relacionados con Espino participaron titulado «Homenaje a Raper One», entre los intérpretes, aparecería nuevamente Abraham.

### DJ Pawn (2004-2009)
Richard Nano Navarro formó parte del grupo en un tiempo como productor junto a Raper One. En 2004, DJ Pawn trabajó junto a Norick el demo Puliendo el micro en Radikal Sound Studio, en el que empezaron a develar una forma de componer con letras sinceras y críticas, pero sin caer en el panfleto.

### FireOne (2014)
Luis Cordero Verastegui conocido como FireOne, formó parte de Radikal People participando en el álbum The Rudeboyz, posteriormente, al dejar el grupo fundaría un grupo de reggae junto a su esposa llamado Jah Love.

### Geo MC (2014)
Geo Hubi apareció por primera vez en el recopilatorio The Rudeboyz como Geo MC, colaboraría en muchas ocasiones con Raper One, sin embargo, fue muy corta su estadía en el grupo.

## Carrera musical
Alonso y su acercamiento a Jesús se hacía cada vez más fuerte, por eso decide hacer su propio camino musical desde el año 2002, llamando a su grupo Radikal People junto a su amigo Abraham MC, quien dejaría el anterior grupo Orden Radikal. En 2003, lanzaron su primer álbum, Dejando Huellas. Ya en el año 2004, Alonso funda el sello musical Elijah Records, donde se trabajaron todas las producciones discográficas de Radikal People, y sencillos de Rapper School, Umano, Callao Cartel, Chorrillos Family, entre otros artistas.
En 2007, aparecieron en el álbum recopilatorio de Rey Pirin titulado Faith Family con la canción «Profesionales», donde comenzaron a proyectarse de manera internacional, lo cual, se notaría en sus próximos álbumes, contando con las colaboraciones de Redimi2, Manny Montes, Goyo, entre otros artistas urbanos.
El grupo contó con cambios de integrantes en diversas etapas, dando a conocer a Abraham MC, DJ Pawn, Geo MC y FireOne en todos los años de Radikal People, sin embargo, Raper One siempre era la voz principal e imagen durante todos los años del grupo, incluso, como solista, tomando el seudónimo "El Hombre Orquesta". En 2010, se vería este cambio, lanzándose un álbum titulado The Lion, donde solo aparecía en el arte del disco Raper One.
Desde 2016, Raper One mantendría el grupo bajo su nombre pero como solista, lanzando dos álbumes: Así soy yo y Jah Bless. En el primero, se relanzaría la canción «Así soy yo», uno de las composiciones más conocidas del grupo. Por la segunda producción, recibirían una nominación en Premios AMCL 2017 como "Mejor álbum urbano del Año". En 2019, llegaría el último proyecto discográfico del artista titulado Amazing Grace, el cual, se mantuvo promocionando con diversos sencillos. En 2021, se anunciaría el fallecimiento del rapero Alonso Espino, sin embargo, no se dieron a conocer detalles si el nombre Radikal People seguiría con alguno de los antiguos integrantes. En Premios Arpa de este año, se le rindió homenaje junto a otros artistas que habían fallecido este año.

## Discografía
| - 2003: Dejando Huellas - 2005: Despierta - 2005: Pelea - 2006: Verdadera Escuela - 2006: Fe Radikal (junto a De La Fe) - 2007: Heavy Weight - 2009: Profesionales - 2011: C.S.I. (Cristo Solución Inmediata) - 2012: Concrete Jungle | - 2010: The Lion - 2012: Armada Hispana Vol. 1 - 2012: The Truth - 2014: Rudeboyz Vol. 1 - 2014: Rudeboyz Vol. 2 - 2016: Así Soy Yo - 2016: Jah Bless - 2018: Old Times Remix - 2019: Amazing Grace |

## Premios y reconocimientos
- Premio AE Blessing Awards (2016 y 2017)[45]
- Premios Urías (2016)
- Redlive (2016)
- Premio El Galardón Internacional (2019)[46]
- Premios El Galardón Internacional 2022 - Colaboración Urbana del año (Ganador)[47]